# 龍運巴士A31線
龍運巴士A31線是由龍運巴士營運的一條機場日間巴士路線，來往荃灣（如心廣場）及機場（地面運輸中心）。
本線另設深宵路線NA31線，來往荃灣（如心廣場）及港珠澳大橋香港口岸。

## 歷史
- 1998年7月6日：A31線隨新機場啟用而開辦，是各機場A線巴士路線中，收費最便宜的一條，初時總站為愉景新城。
- 2007年8月7日：A31線在原有車隊中調入現時唯一一部前身為A43掛牌的首部豪華版丹尼士Enviro 500「超直」低地台雙層空調巴士（編號601，車牌ML3941）。
- 2007年12月5日：為方便旅客，A31線往機場（地面運輸中心）方向繞經二號客運大樓（翔天廊）。
- 2011年7月16日：A31線總站由愉景新城延長至荃灣西鐵路站，往機場（地面運輸中心）方向頭班車時間提早至05:25開出，並加密班次[1]。
- 2012年5月21日：A31線往機場（地面運輸中心）方向頭班車時間提早至05:20開出[2]。
- 2014年12月18日：增設到站時間預報。[3]
- 2015年3月28日：A31線總站由荃灣西鐵路站遷往荃灣（如心廣場）。
  - 當A31線延長至荃灣西鐵路站後，因應有乘客反映指現時位於荃灣西鐵路站的總站，與附近人囗較多的商業和住宅區仍有一段距離，龍運巴士於2013年10月的荃灣區議會交通及運輸委員會會議上，建議將總站由荃灣西鐵路站遷移到如心廣場，以便沿楊屋道一帶（包括如心海景酒店、萬景峰和御凱）的乘客更方便乘搭本路線往返機場。因當時如心廣場並無額外停車坑供本路線遷入，因此建議本路線與九巴33A線的總站互調（即本路線遷站同時，33A線遷往荃灣西鐵路站）。經過商討後，由於如心廣場有車坑供本路線遷入，本路線終於在2015年3月28日起遷往如心廣場，以騰出原有荃灣西鐵路站停車位給予290/290A，33A仍以如心廣場作總站。
- 2016年12月3日：A31線來回程改經關門口街、聯仁街、馬頭壩道、德士古道（橫龍街工業區、環宇海灣）、青荃橋、長安邨及青衣北岸公路，不再經葵興、葵芳及青衣南（該等地區由龍運巴士A32線負責）。
- 2017年6月7日：深宵機場路線—NA31線投入服務，只限指定日子提供服務。[4]
- 2018年5月1日：NA31線正式提升為常規路線。
- 2018年10月24日：A31線來回繞經港珠澳大橋香港口岸，並與A31P、A32、A33、A37、A41P、A43、A43P及A47X號線增設八達通轉乘優惠[5]；NA31線總站延長至港珠澳大橋香港口岸，往荃灣方向班次增至兩班，開出時間分別為00:25及00:55，往港珠澳大橋方向班次增至三班，開出時間分別為04:00、04:30及04:55，來回程增設「國泰城」站。[6]另外，兩線往荃灣方向改停「福來邨永康樓」站，不停「大涌道福來邨」站。[7]
- 2018年11月27日：兩線往荃灣方向，過港珠澳大橋香港口岸後，改經順朗路往北大嶼山公路；並改經城門道、西樓角路、蕙荃路、廟崗街及城門道，增設蕙荃路「綠楊新邨」站。[8]
- 2019年7月1日至9月21日：每日於07:40由荃灣（如心廣場）開出的班次，繞經國泰城。[9][10]
- 2019年11月29日：取消「二號客運大樓」巴士站。[11]

2020年3月15日：試行新電子支付系統，收費方式分為感應式信用卡、流動支付及二維碼支付三個類別，目前支援非接觸式Visa、萬事達卡和銀聯卡，Apple Pay、Google Pay和Samsung Pay，以及AlipayHK「易乘碼」和銀聯雲閃付「乘車碼」共7種方式。乘客可繼續享有路線之間的轉乘優惠，新收費系統卻未被納入公共交通費用補貼計劃與長者及合資格殘疾人士$2票價優惠計劃當中。
2021年11月1日：以下班次繞經航展道及航天城東路，並增停「機場博覽館」、「香港天際萬豪酒店」及「航天城交匯處」站：
每日06:50由荃灣開出班次；
星期一至五17:40、17:55及18:10由機場開出班次及；
星期六、日及假期17:40及18:00由機場開出班次。
- 2022年5月1日：每日06:20由荃灣開出及17:20由機場開出的班次繞經航展道及航天城東路。
- 2022年8月1日：每日07:20由荃灣開出及17:00由機場開出的班次繞經航展道及航天城東路。
- 2022年9月26日：因應修訂班次，星期六、日及公眾假期由機場開出繞經航展道及航天城東路的班次增至五班。
- 2023年2月1日：每日07:35由荃灣開出的班次繞經航展道及航天城東路。
- 2023年2月27日：修改部分繞經航展道及航天城東路的班次：

每日06:50由荃灣開出班次改於星期一至五07:00及星期六、日及假期07:05開出；
星期六、日及假期06:20由荃灣開出班次改於06:30開出及；
星期六、日及假期17:00及17:20由機場開出班次改於17:10及17:25開出。

## 服務時間及班次
A31
| 荃灣（如心廣場）開   | 荃灣（如心廣場）開 | 荃灣（如心廣場）開 | 機場（地面運輸中心）開 | 機場（地面運輸中心）開 | 機場（地面運輸中心）開 |
| 日期                 | 服務時間           | 班次（分鐘）       | 日期                   | 服務時間               | 班次（分鐘）           |
| -------------------- | ------------------ | ------------------ | ---------------------- | ---------------------- | ---------------------- |
| 星期一至五           | 05:20-08:20        | 15                 | 星期一至五             | 05:30-07:30            | 30                     |
| 星期一至五           | 08:20-00:00        | 20                 | 星期一至五             | 07:30-17:10            | 20                     |
|                      |                    |                    | 星期一至五             | 17:10-19:10            | 15                     |
| 19:10-23:30          | 20                 |                    | 星期一至五             |                        |                        |
| 23:30-00:00          | 15                 |                    | 星期一至五             |                        |                        |
| 星期六、日及公眾假期 | 05:20-10:20        | 15                 | 星期六、日及公眾假期   | 05:30-07:30            | 30                     |
| 星期六、日及公眾假期 | 10:20-00:00        | 20                 | 星期六、日及公眾假期   | 07:30-16:10            | 20                     |
|                      |                    |                    | 星期六、日及公眾假期   | 16:10-19:10            | 15                     |
| 19:10-23:30          | 20                 |                    | 星期六、日及公眾假期   |                        |                        |
| 23:30-00:00          | 15                 |                    | 星期六、日及公眾假期   |                        |                        |

- 註：每日06:35-07:35由荃灣（如心廣場）開出班次及17:10-18:10由機場開出班次，將繞經機場博覽館及航天城東路。

NA31
- 港珠澳大橋香港口岸開：00:25、01:05
- 荃灣（如心廣場）開：04:00、04:30、04:55

## 收費
| 路線 | 全程收費 | 分段收費                                |
| ---- | -------- | --------------------------------------- |
| A31  | $19.8    | - 過青嶼幹線後往荃灣（如心廣場）：$11.3 |
| NA31 | $34.6    | - 過青嶼幹線後往荃灣（如心廣場）：$22.6 |

| - 本線設有12歲以下小童及65歲或以上長者半價優惠。 - 本線不設長者及殘疾人士每程$2.0的票價優惠；12至64歲殘疾人士如使用「殘疾人士身份」個人八達通，以及60至64歲香港居民使用「樂悠咭」繳付車資，會以全費計算。 - 乘客可以現金或八達通於上車時付款，不設找續。 - 每位成人乘客可免費攜帶最多兩名4歲以下而不佔座位的兒童乘客乘車，超額之4歲以下小童必須繳付小童車費乘車。 - 持有「九巴月票」之乘客在車票有效期內，乘搭機場「A」及「NA」線（包括本路線）可享原價二七折優惠（不會計算每天10次合資格車程）；而其他九龍巴士及龍運巴士路線則可每日可享合共最多10程（不包括B1線，但包括聯營路線的九龍巴士／龍運巴士提供的班次；惟B1線則每日可享最多各2程（不會計算每天10次合資格車程））。 - 九龍巴士、城巴、龍運巴士及陽光巴士全職員工及家屬（不包括外判職員）可免費乘搭本路線，惟必須拍職員或職員家屬八達通。 - 乘客亦可透過多元化電子支付系統（e度嘟）繳付車資，包括使用非接觸式VISA卡、JCB卡、萬事達卡、銀聯卡、美國運通、大來國際、Discover Card、Apple Pay、Google Pay、Samsung Pay、AlipayHK「易乘碼」、支付寶、WeChatHK／微信支付「搭車碼」、銀聯雲閃付「乘車碼」及BOC Pay「乘車碼」。使用此支付方式的乘客可享有中途下車之分段收費，以及與其他九巴／龍運獨營路線或聯營線九巴／龍運班次之轉乘優惠，惟不能享有與非九巴／龍運路線之轉乘優惠，亦不能享有「公共交通費用補貼計劃」。 |

### 八達通轉乘優惠
乘客登上本線後指定時間內以同一張八達通卡轉乘以下路線，或從以下路線登車後指定時間內以同一張八達通卡轉乘本線，次程可獲車資折扣優惠：
A31←→龍運巴士E線
- A31往機場 → E31、E36P或E42往東涌／機場，次程車資全免，於青嶼幹線轉車站轉乘，轉乘時限為150分鐘
- E31、E36P或E42往市區 → A31往荃灣，回贈首程車資，於青嶼幹線轉車站轉乘，轉乘時限為90分鐘
- A31往機場 → E32或E41往機場博覽館，次程車資全免，於青嶼幹線轉車站或機場（一號停車場）轉乘，轉乘時限為150分鐘
- E32或E41往往市區 → A31往荃灣，回贈首程車資，於機場（地面運輸中心）或青嶼幹線轉車站轉乘，轉乘時限為90分鐘

A31←→R8，於青嶼幹線轉車站轉乘，次程可獲$3折扣優惠
- A31任何方向 → R8往迪士尼樂園，轉乘時限為120分鐘
- R8往青嶼幹線轉車站 → A31任何方向，轉乘時限為60分鐘

## 使用車輛
現時本線及A38線共同使用16輛亞歷山大丹尼士Enviro 500 MMC 12.8米豪華版 (15XX ) 雙層空調巴士。
| 車隊編號 | 車牌   |
| -------- | ------ |
| 1501     | UD1352 |
| 1502     | UD4993 |
| 1503     | UD5564 |
| 1504     | UD5695 |
| 1506     | UD6053 |
| 1507     | UD6056 |
| 1508     | UD6083 |
| 1510     | UD8416 |
| 1538     | UG5769 |
| 1541     | UM2873 |
| 1542     | UM4055 |
| 1545     | VY6312 |
| 1546     | VY9437 |
| 1549     | WA4616 |
| 1550     | WA8314 |
| 1551     | WA9954 |

## 行車路線
荃灣（如心廣場）開經：大河道、沙咀道、大涌道、青山公路－荃灣段、荃景圍、美環街、愉景新城公共運輸交匯處、美環街、西樓角路、大河道、青山公路－荃灣段、城門道、西樓角路、蕙荃路、廟崗街、城門道、關門口街、聯仁街、馬頭壩道、德士古道、荃青交匯處、青荃路、担杆山交匯處、青敬路、長安巴士總站、担杆山路、担杆山交匯處、青衣北岸公路、青衣西北交匯處、青嶼幹線、北大嶼山公路、機場路、暢航路、機場路、機場南交匯處、暢連路、航天城交匯處、赤鱲角路、順暉路、順匯路、赤鱲角路、東榮路、機場路及暢連路。
機場（地面運輸中心）開經：暢連路、機場南交匯處、暢連路、航天城交匯處、赤鱲角路、順暉路、順匯路、赤鱲角路、順朗路、北大嶼山公路、青嶼幹線、青衣西北交匯處、青衣北岸公路、担杆山交匯處、青敬路、長安巴士總站、担杆山路、担杆山交匯處、青荃路、荃青交匯處、德士古道、馬頭壩道、聯仁街、關門口街、城門道、西樓角路、蕙荃路、廟崗街、城門道、青山公路－荃灣段、西樓角路、美環街、愉景新城公共運輸交匯處、美環街、荃景圍、青山公路－荃灣段、大涌道、迴旋處、大涌道、沙咀道及大河道。

### 沿線車站
| 荃灣（如心廣場）開 | 荃灣（如心廣場）開           | 荃灣（如心廣場）開               | 機場（地面運輸中心）開（A31） 港珠澳大橋香港口岸開（NA31） | 機場（地面運輸中心）開（A31） 港珠澳大橋香港口岸開（NA31） | 機場（地面運輸中心）開（A31） 港珠澳大橋香港口岸開（NA31） |
| 序號               | 車站名稱                     | 位置                             | 序號                                                       | 車站名稱                                                   | 位置                                                       |
| ------------------ | ---------------------------- | -------------------------------- | ---------------------------------------------------------- | ---------------------------------------------------------- | ---------------------------------------------------------- |
| 1                  | 如心廣場巴士總站             | 荃灣（如心廣場）巴士總站         | 1#                                                         | 機場（地面運輸中心）巴士總站                               | 機場（地面運輸中心）巴士總站                               |
| 2                  | 大涌道福來邨                 | 大涌道                           | %                                                          | 機場博覽館                                                 | 航展道                                                     |
| 3                  | 愉景新城                     | 愉景新城公共運輸交匯處           | %                                                          | 香港天際萬豪酒店                                           | 航天城東路                                                 |
| 4                  | 荃灣站                       | 西樓角路                         | %                                                          | 航天城交匯處                                               | 航天城東路                                                 |
| 5                  | 眾安街                       | 青山公路－荃灣段                 | 2#                                                         | 港珠澳大橋香港口岸（E2）                                   | 港珠澳大橋香港口岸公共運輸交匯處                           |
| 6                  | 綠楊新邨                     | 蕙荃路                           | *                                                          | 國泰城                                                     | 駿明路                                                     |
| 7                  | 悅來酒店                     | 關門口街                         | 3                                                          | 青嶼幹線轉車站（N4）                                       | 北大嶼山公路                                               |
| 8                  | 聯仁街                       | 聯仁街                           | 4                                                          | 青衣轉車站－長安總站（A6）                                 | 長安巴士總站                                               |
| 9                  | 馬頭壩道                     | 馬頭壩道                         | 5                                                          | 龍德街                                                     | 德士古道                                                   |
| 10                 | 龍德街                       | 德士古道                         | 6                                                          | 聯仁街                                                     | 聯仁街                                                     |
| 11                 | 青衣轉車站－長安總站（A7）   | 長安巴士總站                     | 7                                                          | 仁濟醫院                                                   | 關門口街                                                   |
| 12                 | 青嶼幹線轉車站（A1）         | 北大嶼山公路                     | 8                                                          | 綠楊新邨                                                   | 蕙荃路                                                     |
| *                  | 國泰城                       | 觀景路                           | 9                                                          | 眾安街                                                     | 青山公路－荃灣段                                           |
| 13                 | 一號客運大樓                 | 暢航路                           | 10                                                         | 富華街                                                     | 青山公路－荃灣段                                           |
| %                  | 機場博覽館                   | 航展道                           | 11                                                         | 福來邨永康樓                                               | 青山公路－荃灣段                                           |
| %                  | 香港天際萬豪酒店             | 航天城東路                       | 12                                                         | 愉景新城                                                   | 愉景新城公共運輸交匯處                                     |
| %                  | 航天城交匯處                 | 航天城東路                       | 13                                                         | 祈德尊新邨                                                 | 大涌道                                                     |
| 14                 | 港珠澳大橋旅檢大樓           | 順暉路                           | 14                                                         | 滿樂大廈                                                   | 沙咀道                                                     |
| *                  | 港珠澳大橋香港口岸（E2）     | 港珠澳大橋香港口岸公共運輸交匯處 | 15                                                         | 如心廣場巴士總站                                           | 荃灣（如心廣場）巴士總站                                   |
| 15^                | 機場（地面運輸中心）巴士總站 | 機場（地面運輸中心）巴士總站     |                                                            |                                                            |                                                            |

註：
1. 有 * 之車站祇限NA31線停靠
2. 有 ^ 之車站祇限NA31線不停靠
3. 有 # 之車站祇限NA31線對調停靠

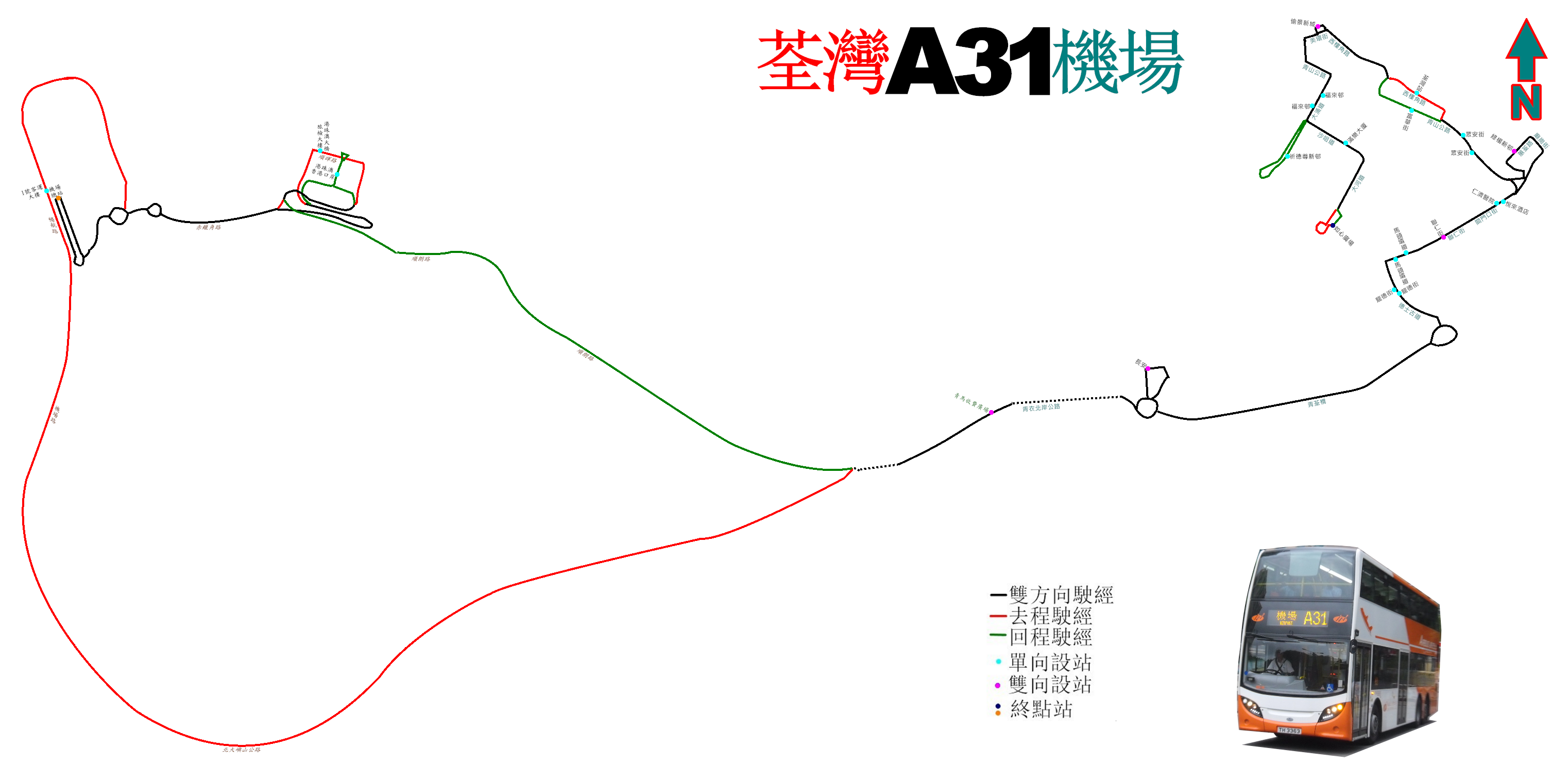
A31線的走線圖

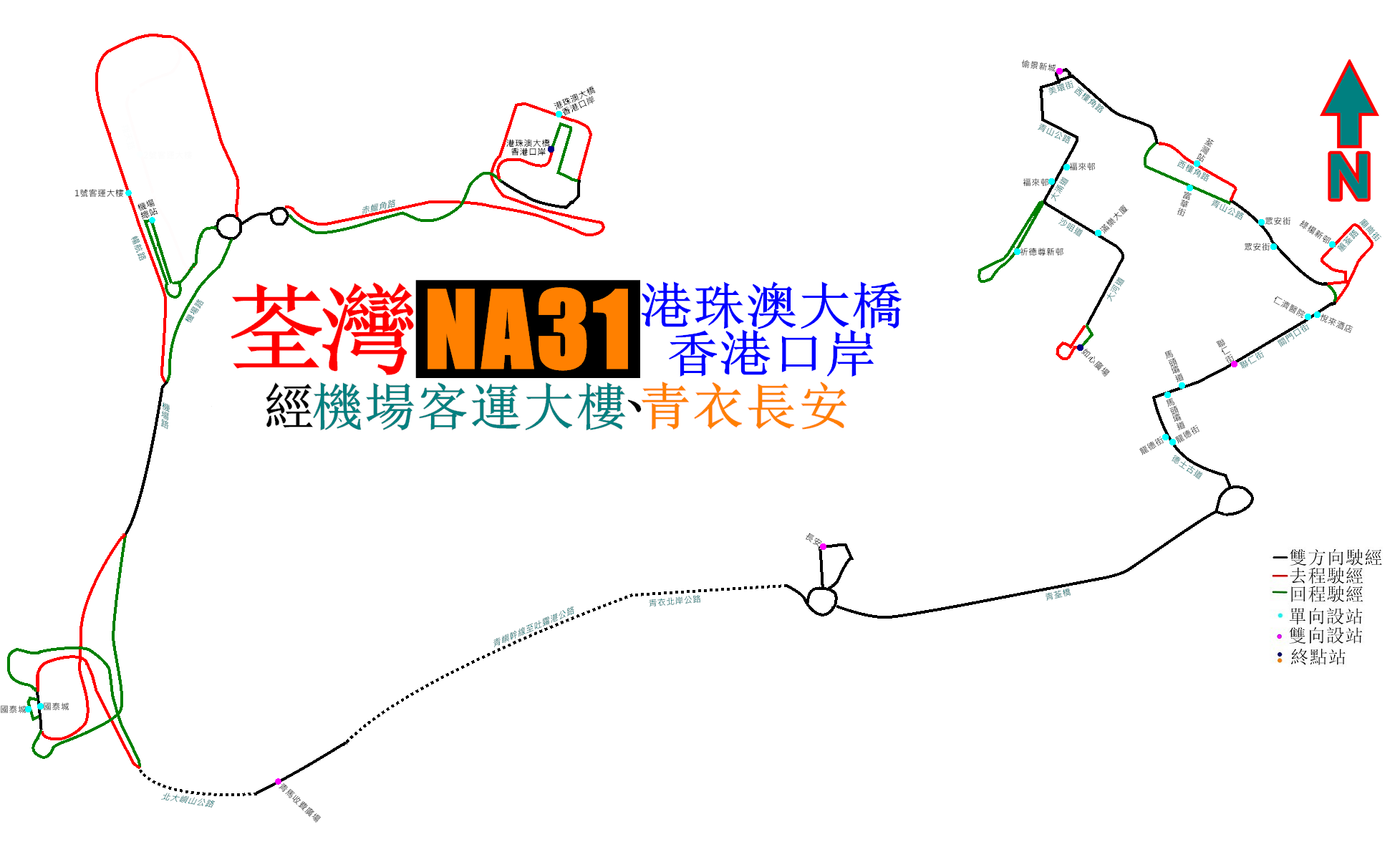
NA31的走線圖

4. 有 % 之車站祇限每日繁忙時間繞經機場博覽館的班次使用

## 外部連結
龍運巴士
- 龍運巴士A31線 （页面存档备份，存于）

其他
- 龍運巴士A31線－i-busnet.com[永久]
- 龍運巴士A31線－681巴士總站 （页面存档备份，存于）